# نیدرکاسل
شهر نیدرکاسل (به آلمانی: Niederkassel) در ایالت نوردراین-وستفالن در کشور آلمان واقع شده‌است.